# Arthur Hydes
Arthur Hydes, född 24 november 1911 i Barnsley, England, död i juni 1990 i Barnsley, var en engelsk professionell fotbollsspelare. Han spelade över 158 ligamatcher och gjorde 87 mål för tre olika ligaklubbar mellan 1930 och 1947. 
Han nådde sina största framgångar i Leeds United där han spelade 137 matcher och gjorde hela 82 mål, bland annat vann han klubbens interna skytteliga tre säsonger i rad från och med säsongen 1923/1924. 
Förutom Leeds spelade han dessutom proffsfotboll i Newport County FC och Exeter City FC.